# Henri Lansbury
Henri George Lansbury (ur. 12 października 1990 w Londynie) – angielski piłkarz występujący na pozycji pomocnika w angielskim klubie Luton Town. Wychowanek Arsenalu, w trakcie swojej kariery grał także w takich zespołach jak Scunthorpe United, Watford, Norwich City, West Ham United, Nottingham Forest, Aston Villa oraz Bristol City. Młodzieżowy reprezentant Anglii.